# „Glückauf“-Gymnasium Dippoldiswalde/Altenberg
Das „Glückauf“-Gymnasium Dippoldiswalde/Altenberg (kurz: gagym) ist ein sächsisches staatliches Gymnasium, welches in zwei Standorte in Dippoldiswalde und Altenberg unterteilt ist. Die Trägerschaft der Schule wird durch den Landkreis Sächsische Schweiz-Osterzgebirge übernommen. Eine Besonderheit des Gymnasiums ist, dass die Außenstelle Altenberg (Lage: 50° 45′ 53″ N, 13° 45′ 2,3″ O) das Prädikat Eliteschule des Sports innehat, welches vom Deutschen Olympischen Sportbund (DOSB) vergeben wird.

## Geschichte

### Geschichtliche Entwicklung

#### Gründung und Zeit von der Privatschule zur Schule in öffentlicher Trägerschaft (1889–1934)
Gegründet wurde die Schule im Jahr 1889 vom Diakon Paul Haucke (1859–1934) und dem Altenberger Postverwalter Reichel als Vorbereitungsinstitut für Postgehülfen zu Altenberg/Erzg., welches dann am 2. Januar 1890 eröffnet wurde. Zu jener Zeit wurde das Konfirmantenzimmer des Diakonats als Unterrichtsraum für die acht unterrichteten Schüler benutzt. Direktor war Paul Haucke, sein Bruder Georg Haucke übernahm das Amt des einzigen Lehrers zu dieser Zeit.
1891 wurde die Schule zur Post- und Eisenbahnschule erweitert, nachdem der Generaldirektor der Sächsischen Staatseisenbahn Ewald Alexander Hoffmann Paul Haucke dazu inspirierte. Es folgte eine Umgestaltung des Lehrplans durch Paul Haucke, die Fächer Telegraphie und Eisenbahnkunde wurden in den Unterricht integriert.
Am 1. März 1892 wurde die Schule in Vorschule für Eisenbahn- und andere Bureaubeamte umbenannt, da sie von da an der Bezirksschulinspektion Dippoldiswalde unterstellt wurde. Ab Ostern 1895 vermittelte man in einem dreijährigen Kurs den gesamten Lehrstoff der Realschulen. Der Lehrplan enthielt nun die Realschulfächer Religion, Deutsche Sprache, Literatur, Französisch, Rechnen, Geografie, Physik, Chemie und Geschichte, sowie die Fächer Eisenbahnkunde, Telegrafie, Stenografie/Schreiben/Zeichnen, Englisch, Turnen, Verfassungskunde, Verwaltungskunde und Expeditionskunde.
1900 wurde die Städtische Höhere Lehranstalt an die Eisenbahnschule angegliedert. Später wurde die Schule in Höhere Lehranstalt für künftige Verkehrsbeamte umbezeichnet, nachdem die Einrichtung dem Kultusministerium unterstellt wurde. Zum Zeitpunkt dieser Umbezeichnung existieren widersprüchliche Quellen. Im Jahr 1920 wurde das erste Mädchen eingeschult.
Es folgten mehrere Umbenennungen der Institution. 1922 wurde die Schule in Deutsche Verkehrs-Realschule umbenannt, 1931 wurde sie zur Deutschen Verkehrs-Oberrealschule.

#### Zeit des Nationalsozialismus (1934–1945)
Am ersten April 1934 legte Paul Haucke im Alter von 75 Jahren seine Tätigkeit als Schuldirektor nieder, woraufhin die Trägerschaft von der Stadt Altenberg, der Amtshauptmannschaft Dippoldiswalde, des Vereins der Freunde und Förderer dieser Schule und der Altenberger Landsmannschaft übernommen wurde. Die nun private Realschule hieß von da an Höhere Grenzlandschule. Die nationalsozialistischen Ideologien dieser Zeit wirkten sich auch auf die Schulpolitik aus:

„Die Höhere Grenzlandschule [soll] eine Sammelstätte für die auslandsdeutsche und die für das Grenzland interessierte reichsdeutsche Jugend [werden], die hier in Altenberg unweit der Reichsgrenze einen tiefen Eindruck von der Not des Grenzlandes und von den Aufgaben eines zielbewussten Grenzlanddeutschtums in Anschauung und Unterricht empfangen soll.“

1938 wurde die Schule weiter zur Grenzlandschule, Oberschule für Jungen (Gemeindeverbandsschule) ausgebaut. Die Einrichtung ist nun eine öffentliche Vollanstalt mit 225 Schülern. Mädchen gehörten nicht mehr zu den Schülern der Bildungseinrichtung.

#### Nachkriegszeit und DDR-Zeit (1945–1989)
Das Schulgebäude fiel auch dem Angriff sowjetischer Truppen auf Altenberg nach dem 6. Mai 1945 (Siehe auch: Geschichte der Stadt Altenberg) zum Opfer. Durch engagierte Menschen wurde die Schule bereits am 23. Juli 1945 wiedereröffnet. 1949 erhielt die Schule den Namen Oberschule „Glückauf“ Altenberg, nachdem der, mit der Gründung der Deutschen Demokratischen Republik (DDR) einhergehende, Sozialismus den Alltag durchdrängte. 1959 erfolgte die Umbenennung zur Erweiterten Oberschule (EOS) „Glückauf“, wie es in diesem Jahr mit dem Gesetz über die sozialistische Entwicklung des Schulwesens in der Deutschen Demokratischen Republik allen Oberschulen in der DDR geschehen ist.
Im Jahr 1977 wurde beschlossen, in Altenberg eine Kinder- und Jugendsportschule (KJS) zu errichten und die EOS „Glückauf“ nach Dippoldiswalde zu verlegen. Dafür wurde schon ab 1976 ein neues Gebäude in Dippoldiswalde erbaut. Die in Altenberg errichtete KJS trug den Namen „Dr. Richard Sorge“.

#### Zeit nach der Wende und Vereinigung beider Standorte 2004

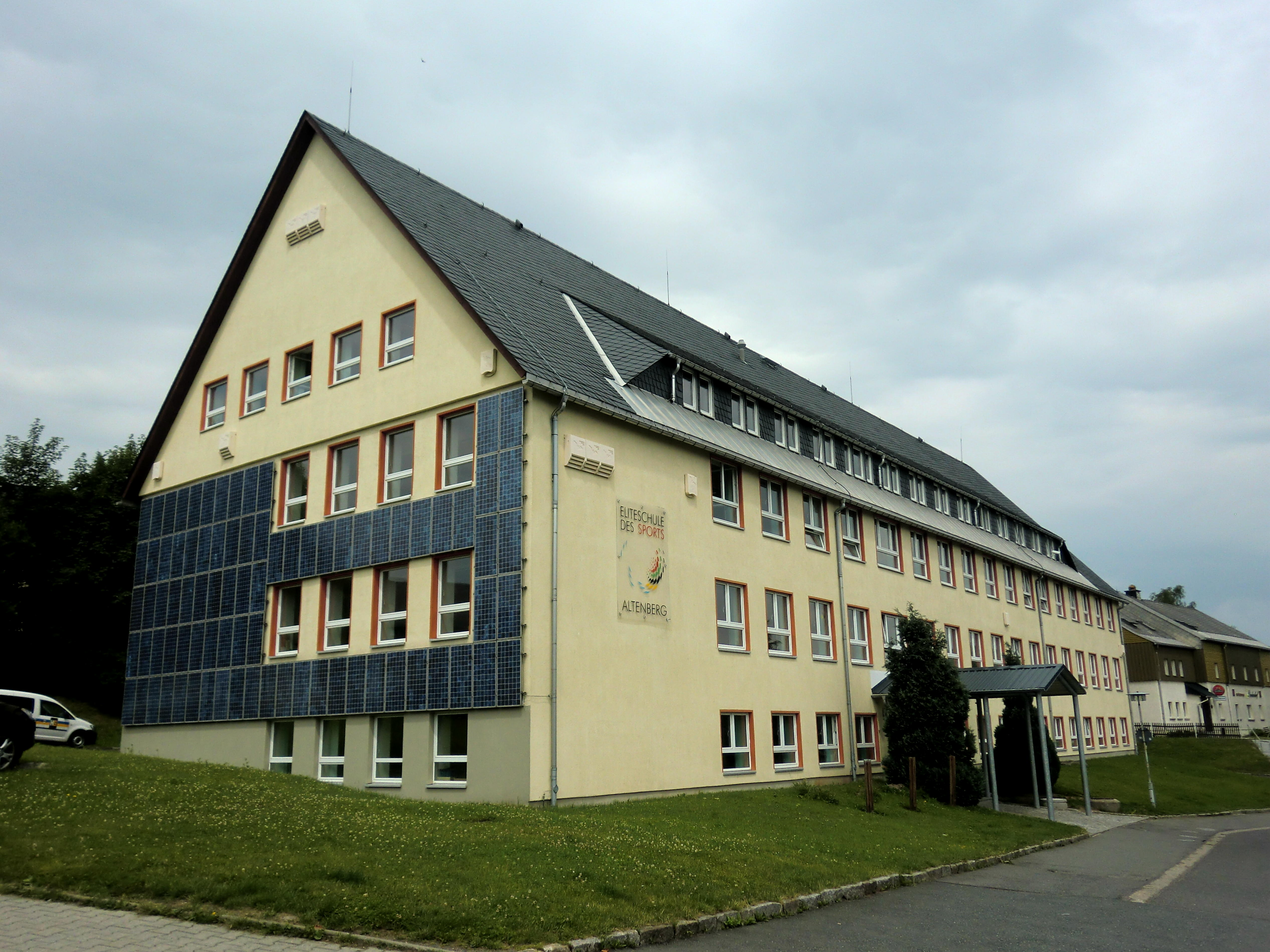
Schulgebäude der Außenstelle Altenberg, früher Schulgebäude der Fritz-Große Oberschule Altenberg (2014)

Seit 1992 gibt es Gymnasien in Sachsen, zu DDR-Zeiten war der Begriff des „Gymnasiums“ nicht benutzt worden. Deshalb wurde in diesem Jahr in Dippoldiswalde das „Glückauf“-Gymnasium Dippoldiswalde gegründet. Die Bewerberzahlen sind von 80 Bewerbern im Jahr 1990 auf ca. 1500 Bewerber 1992 gestiegen. Aufgrund dieser Zahlen wurde 1992 in Altenberg das Bergstadtgymnasium Altenberg gegründet, was nach 1994 den Namen Bergstadtgymnasium „Glückauf“ trug. Aufgrund von zurückgehenden Schülerzahlen wurden die beiden Gymnasiumstandorte in Dippoldiswalde und Altenberg zu einer Schule vereinigt. Heute ist das „Glückauf“-Gymnasium Dippoldiswalde/Altenberg ein Gymnasium mit zwei Standorten.

### Übersicht über die bisherigen Schulleiter
Das „Glückauf“-Gymnasium Dippoldiswalde/Altenberg hatte von der Gründung 1889 bis heute folgende Schulleiter:
| Entwicklung in Altenberg von 1889 bis 1977 | Entwicklung in Altenberg von 1889 bis 1977 |
| Zeitraum                                   | Name des Schulleiters                      |
| ------------------------------------------ | ------------------------------------------ |
| 1889–1934                                  | Paul Haucke                                |
| 1934–1938                                  | Dr. Erhard Richter                         |
| 1938–1945                                  | Arnold Bergelt                             |
| 1945                                       | Dr. Horst Merkel                           |
| 1945–1946                                  | Dr. Dietrich                               |
| 1946–1947                                  | Herr Lorbeer                               |
| 1947–1949                                  | Anton Pflegshörl                           |
| 1949–1953                                  | Werner Lohse                               |
| 1953–1957                                  | Erich Bormann                              |
| 1957–1962                                  | Gerhard Gasch                              |
| 1962–1972                                  | Dr. Lothar Fritsche                        |
| 1972                                       | Herr Brackmann                             |
| 1972                                       | Artur Kamprath                             |
| 1972–1977                                  | Siegmar Fleischer                          |

| Entwicklung in Altenberg von 1977 bis 2004      | Entwicklung in Altenberg von 1977 bis 2004 |
| Zeitraum                                        | Name des Schulleiters                      |
| ----------------------------------------------- | ------------------------------------------ |
| 1977–1978                                       | Herr Reimann                               |
| 1978–1985                                       | Gottfried Kästner                          |
| 1985–1992                                       | Peter Mundt                                |
| 1992                                            | Peter Zimmer                               |
| 1992–2004                                       | Oliver Müller                              |
| Entwicklung in Dippoldiswalde von 1977 bis 2004 |                                            |
| Zeitraum                                        | Name des Schulleiters                      |
| 1977–1987                                       | Siegmar Fleischer                          |
| 1987–2004                                       | Dr. Frank Heyne                            |

| Entwicklung seit der Zusammenlegung der Standorte 2004 | Entwicklung seit der Zusammenlegung der Standorte 2004 |
| Zeitraum                                               | Name des Schulleiters                                  |
| ------------------------------------------------------ | ------------------------------------------------------ |
| seit 2004                                              | Volker Hegewald                                        |

### Bekannte Schüler
- Jessica Degenhardt (Rennrodeln)
- Francesco Friedrich (Bob)
- Axel Jungk (Skeleton)
- Maxi Just (Skeleton)
- Lisa Liebert (Rennrodeln)
- Julius Löffler (Rennrodeln)
- Kathleen Lorenz (Skeleton)
- Sarah Sartor (Skeleton)
- Justus Strelow (Biathlon)
- Jessica Tiebel (Rennrodeln)

## Pädagogische Arbeit
Das „Glückauf“-Gymnasium Dippoldiswalde/Altenberg ist ein allgemeinbildendes Gymnasium, welches Unterricht für die Sekundarstufe I (Klassenstufen 5 bis 10) und die Sekundarstufe II (Klassenstufen 11 bis 12) anbietet. An der Außenstelle in Altenberg kann die Sekundarstufe auf drei Jahre gestreckt werden (zusätzliches 13. Schuljahr), was immer mit einer vertiefenden sportlichen Ausbildung einhergeht.
Schüler der achten bis zehnten Klasse können verschiedene Profile wählen, um sich so auf Interessen und Stärken zu konzentrieren. Zur Wahl stehen das naturwissenschaftliche Profil, das sportliche Profil und das sprachliche Profil (nur in Dippoldiswalde). In Altenberg besteht zudem für zukünftige Leistungssportler das vertiefende sportliche Profil zur Wahl, in dem die Kompetenzen in der jeweiligen Sportart konzentriert trainiert werden.

### Eliteschule des Sports

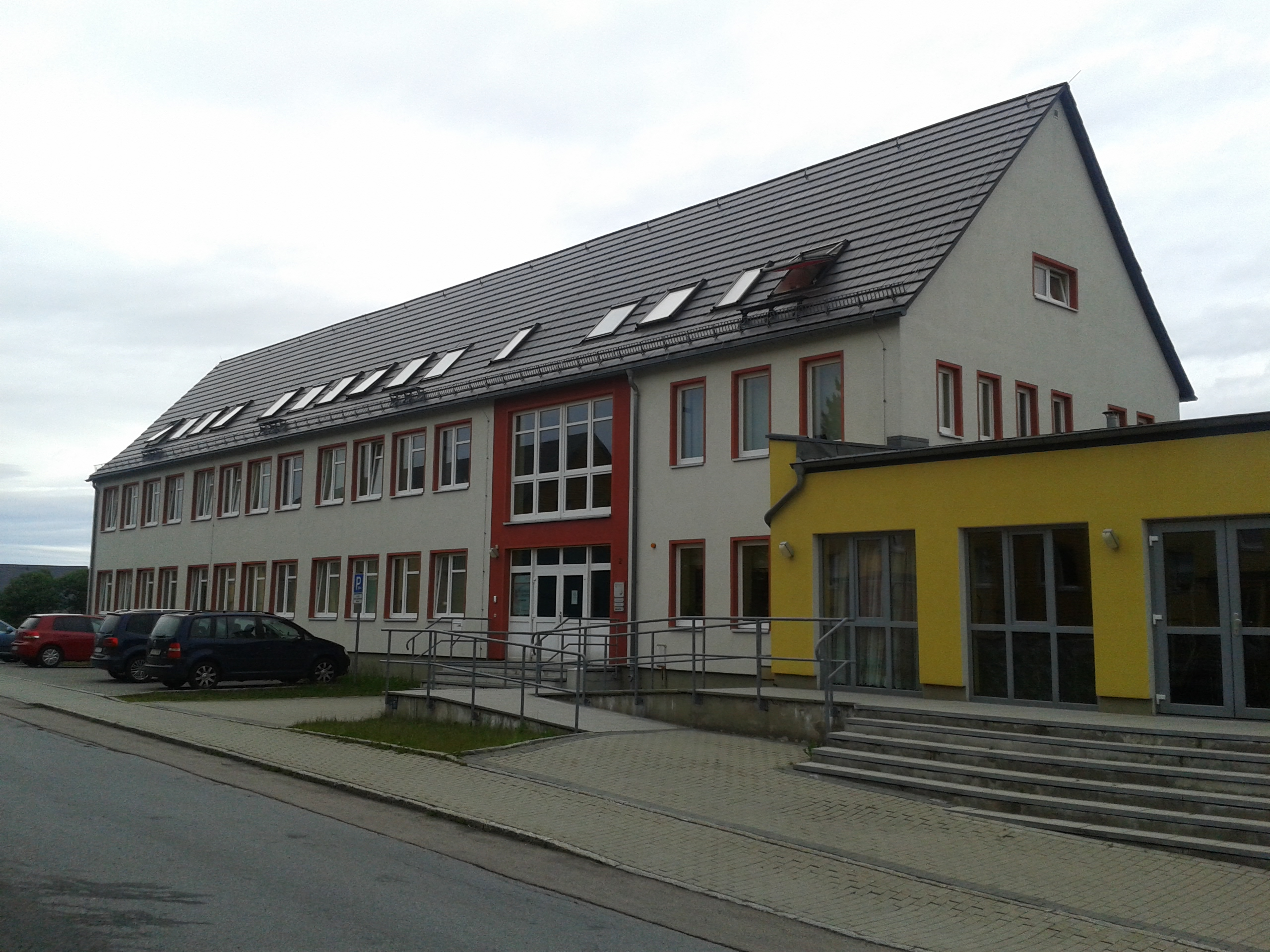
Sportinternat der Stadt Altenberg (2015)

Der Deutsche Olympische Sportbund vergab der Außenstelle Altenberg das Prädikat Eliteschule des Sports. Diese Auszeichnung wird an Schulen vergeben, die sich im Verbund mit Schule und Wohnen der Förderung des Leistungssports widmen. Die Stadt Altenberg bietet dafür ein Sportinternat, welches ungefähr 50 Leistungssportler beherbergt und nah am Gymnasium in Altenberg liegt.
Außerdem liegen in Altenberg mit der Rennschlitten- und Bobbahn Altenberg und der Sparkassen Arena Osterzgebirge (Biathlonarena) Trainings- und Wettkampfstätten für den Leistungssport. Ein Trainingszentrum (Landesleistungszentrum) mit Schießhalle, Laufhalle, Bobanschubstrecke und anderen Trainingseinrichtungen ermöglichen das effiziente Training der Leistungssportler.
Gefördert werden die Wintersportarten Bob, Rennrodeln, Skeleton, Biathlon, Langlauf und Curling, sowie Mountainbike.

### Arbeitsgemeinschaften
An den Standorten gibt es eine Vielzahl verschiedener Arbeitsgemeinschaften, die freiwillig besucht werden können. Eine Besonderheit ist beispielsweise der aus Schülern bestehende Gospelchor, der regional auftritt. Die Schülerzeitung Zeppelin existiert vermutlich seit den 1990er Jahren und wird heute noch von Schülern der Außenstelle Altenberg erstellt.

## Öffentlichkeitsarbeit

### Förderverein
Der 1992 gegründete Förderverein unterstützt die pädagogische Arbeit der Schule, beispielsweise durch die Förderung begabter Schüler oder die Auszeichnung engagierter Schüler. Außerdem bemüht sich der Förderverein, die Traditionen des „Glückauf“-Gymnasiums zu wahren, beispielsweise durch die Durchführung der feierlichen Aufnahme der 5. Klassen und das Organisieren von Treffen ehemaliger Schüler und Lehrer.

### Partnerschulen
- Gymnasium Most, Tschechien
- Gymnasium Bílina, Tschechien
- Oberschule Anjahambe, Madagaskar

### Madagaskarprojekt
Insbesondere an der Außenstelle Altenberg, wird durch die Madagaskar-Arbeitsgemeinschaft die Zusammenarbeit der Schule mit Jugendlichen aus dem madagassischen Partnerdorf Anjahambe gefördert. Es erfolgt ein Austausch von Zeichnungen und Bildern und es finden Schüleraustausche statt. Außerdem gibt es verschiedene Aktionen, wie Baumpflanzeinsätze um Altenberg, oder das Design von Trikots.